# 徳島県蔵本公園プール
徳島県蔵本公園プール（とくしまけんくらもとこうえんプール）は、徳島県徳島市庄町の蔵本運動公園内にあるプール。
2011年3月1日より5年間の契約で徳島県信用農業協同組合連合会（JAバンク徳島）が命名権を獲得し、「JAバンクちょきんぎょプール」の愛称が付けられ、その後契約延長により2021年2月28日まで使用された。2021年3月1日からはむつみホスピタルが命名権者となり「むつみスイミング」の愛称が使用されている。

## 概要
蔵本プールには50mと25mのプールがあり、日本水泳連盟公認の飛び込み台がある。また、県内で行われている水泳大会のほとんどは、この蔵本プールで開催されている。
徳島市内には他に徳島市田宮公園プールがある。公園内には徳島県営蔵本球場、蔵本テニスコート、相撲場などの施設もある。

## 施設概要
- 所在地：〒770-0044 徳島県徳島市庄町1丁目76-2
- 設立：1994年（平成6年）3月

## 沿革
- 1994年（平成6年） - 50メートル、25メートルプール自動塩素管理システムが導入。
- 1995年（平成7年） - プール観覧席が改修。
- 1996年（平成8年） - プールサイド改修工事。

## 営業時間
- 7月1日〜9月10日（9:00〜17:00）、7月20日〜8月20日（9:00〜19:00）
- 休館日：9月11日〜翌年6月30日

## 交通
- 上鮎喰方面（上鮎喰、名東（僧都）、入田・天の原西）行 グランド東口バス停またはグランド前バス停下車。
- JR徳島線 蔵本駅より徒歩約10分。